# Ой на горі вогонь горить
«Ой на горі вогонь горить» — українська народна балада з козацького циклу, що відображає трагічну долю козака, який загинув у бою. Пісня належить до перлин української фольклорної спадщини, має глибокий драматизм і символізм, пов'язаний із боротьбою за свободу та самопожертвою.

## Сюжет
У баладі описується сцена після бою: на горі палає вогонь, а в долині лежить убитий козак. Його тіло порубане, постріляне, накрите китайкою. Біля нього ворон кряче в головах, а в ногах плаче кінь. Козак звертається до свого вірного коня з проханням утікати дорогою — до рідного краю, аби не потрапити в руки ворога.

## Історичний контекст
Балада виникла у козацьку добу (XVII–XVIII ст.) й відображає реалії воєн, в яких брали участь українські козаки. Вона є виразом народної пам’яті про жертви й героїзм, а також про гіркоту втрат. Пісня не лише літературний твір, а й документ епохи — усна хроніка подій.

## Відомі виконання
Пісня має численні варіації і виконується як у традиційній, так і в сучасній обробці. Відомі виконавці: 
- Ансамбль «Кралиця» — автентичне традиційне виконання в характерному народному стилі з поліфонічним співом[1]
- «Хорея Козацька» — має власне аранжування, яке відрізняється від інших версій. Цей варіант балади представлений у музичному альбомі Карміна Сарматіка. Особливістю є інструментальний підхід із використанням старовинних інструментів, таких як шалмей, корнет, лізард[2]
- Ватага «Йорий Клоц» — сучасне фольк-рокове виконання[3]

## Варіанти
| Ой на горі вогонь горить, А в долині козак лежить, Порубаний, постріляний, Китайкою покриваний. Накрив очі осокою, А ніженьки китайкою. А в головах ворон кряче, А в ніженьках коник плаче. "Ой, коню мій вороненький, Товаришу мій вірненький! Не плач, коню, надо мною, Не бий землі під собою. Біжи, коню, дорогою Степовою широкою, Щоб татари не спіймали, Сіделечка не здіймали. Сіделечка золотого З тебе, коня вороного. Як прибіжиш під ворота, Стукни-грюкни біля плота. Вийде сестра — розгнуздає, Вийде мати — розпитає. "Ой коню мій вороненький, А де ж син мій молоденький?" "Не плач, мати, не журися, Бо вже син твій оженився. Та взяв собі паняночку В чистім полі земляночку." |

| Ой, в городі Черкесі, Там проживала ненька, Старенька Грициха, На прозваніє по мужу - Коновчиха, Та й міла вона сина Гриценка, На прозваніє по мужу - Коновченка. До росту відростала, Та в найм не пускала, Та чужим рукам На потираниє не давала. Ой, став Івась Коновченко, На прозваніє Медвеченко, Став до росту літ доростати Та став до своєй матки З горда, пишна промовляти: Ой, пусти мене, моя матко, На черкень-долину погуляти За віру християнську одностайне стати, Слави лицарської добувати. Ой, на горі вогонь горить, А в долині козак лежить, Ра, ра, раз два! Ой, на горі вогонь горить, А в долині козак лежить, А в долині козак лежить... Три літа, три неділі Минулося на Вкраїні, Минулося на Вкраїні Та козака турки вбили, Під явором положили, Під явором положили. Під явором зелененьким Лежить козак молоденький, Лежить козак молоденький. Його тіло почорніло І од вітру пострупіло, І од вітру пострупіло. Ой, на горі вогонь горить, А в долині козак лежить, Ра, ра, раз два! Ой, на горі вогонь горить, А в долині козак лежить, А в долині козак лежить. Ой, на горі вогонь горить, А в долині козак лежить, Порубаний, постреляний, Китайкою накриваний, Китайкою накриваний. Накрив очі китайкою, Заслугою козацькою, Заслугою козацькою. Що в головах ворон кряче, А в ніженьках коник плаче, А в ніженьках коник плаче. Ой, на горі вогонь горить, А в долині козак лежить, Ра, ра, раз два! Ой, на горі вогонь горить, Раз, два! Біжи, коню, дорогою Степовою, широкою, Щоб татари не спіймали, Сіделечка не здіймали. Сіделечка золотого, З тебе, коня вороного. Як прибіжиш під батьків двір - Стукни, грюкни об частокіл. Як прибіж під ворота - Стукни, грюкни коло плота. Стукни браму копитами, Най забряжчить колодами. Вийде сестра розсідлає, Вийде мати розпитає, Вийде мати та й дасть сіна, Спитається: Де дів сина? Ой, коню ж мій, вороненький, А де ж син мій молоденький? Твій син, матко, служить в хана, У кримського татарина Та й вислужив вороненьку, Горду, пишну княгиненьку. Не плач, мати, не журися, Бо вже ж син твій оженився Та й взяв собі пяняночку - В чистім полі земляночку. Озьми, мати, піску жменю, Посій його на каменю, Ставай рано з зіроньками, Вмивай пісок слізоньками, Як той пісок із сліз зійде, Тоді син твій з війська прийде. Нема з піску, нема сходу, Нема сина із походу. Нема піску: вода змила, Нема сина: куля взяла. Ой, на горі вогонь горить, А в долині трава шумить, А в тій траві козак лежить. |